# Museum van de Vrouw
Het Museum van de Vrouw in Echt is een museum dat toegewijd is aan alle aspecten van de vrouw en haar leven. Oude tradities worden er verbonden met hedendaagse thema’s middels hedendaagse exposities. Het museum heeft ook nadrukkelijk aandacht voor de lokale en regionale cultuur(geschiedenis). Zo wordt aan lokale kunstenaars de gelegenheid geboden om te exposeren.

## Beschrijving
Het museum is in 2007 ontstaan nadat de gemeente Echt-Susteren een privécollectie in bezit kreeg. Het is gevestigd in het voormalig raadhuis van Echt dat in 2019 is omgebouwd is tot Cultuurhuis Edith Stein.
Het Wonderkabinet op de begane grond toont een permanente tentoonstelling. Deze bevat naast de kerncollectie ook historie van de gemeente Echt-Susteren.
De Grote Zaal wordt gebruikt voor tijdelijke exposities.

## Tijdelijke tentoonstellingen
2011: 'Lang leve lingerie!'
2012: 'Baas in Eigen bestaan', een expositie over beroepen die van oudsher voor vrouwen waren gereserveerd en de huidige combinatie van gezin en beroep. Met beroepen in evocatief setdesign die aanzetten tot herkenning en discussie: De Vroedvrouw, Modiste, Baanwachteres, Onderwijzeres met religieuze roeping.
2015-2016: 'Proef!'
2019: '#Modegek'
2021: Madama Art, met werken uit de periode van 1984 tot 2021 van Margareth Adama.
2021: 'Stille Kracht'
2022: 'Afrika; van meisje tot vrouw'